# Maxtor
Ne doit pas être confondu avec Matrox.
Maxtor était une entreprise qui produisait des disques durs d'ordinateurs, fondée en 1982 et rachetée par  Seagate en décembre 2005. Au moment de son rachat, Maxtor était le troisième fabricant mondial de disques durs. C'est maintenant une filiale de Seagate.
Les marchés que Maxtor visait étaient ceux des ordinateurs de bureau et des serveurs, en se concentrant plus sur la capacité de stockage que la vitesse des disques durs en ce qui concerne les ordinateurs de bureau.

## Histoire

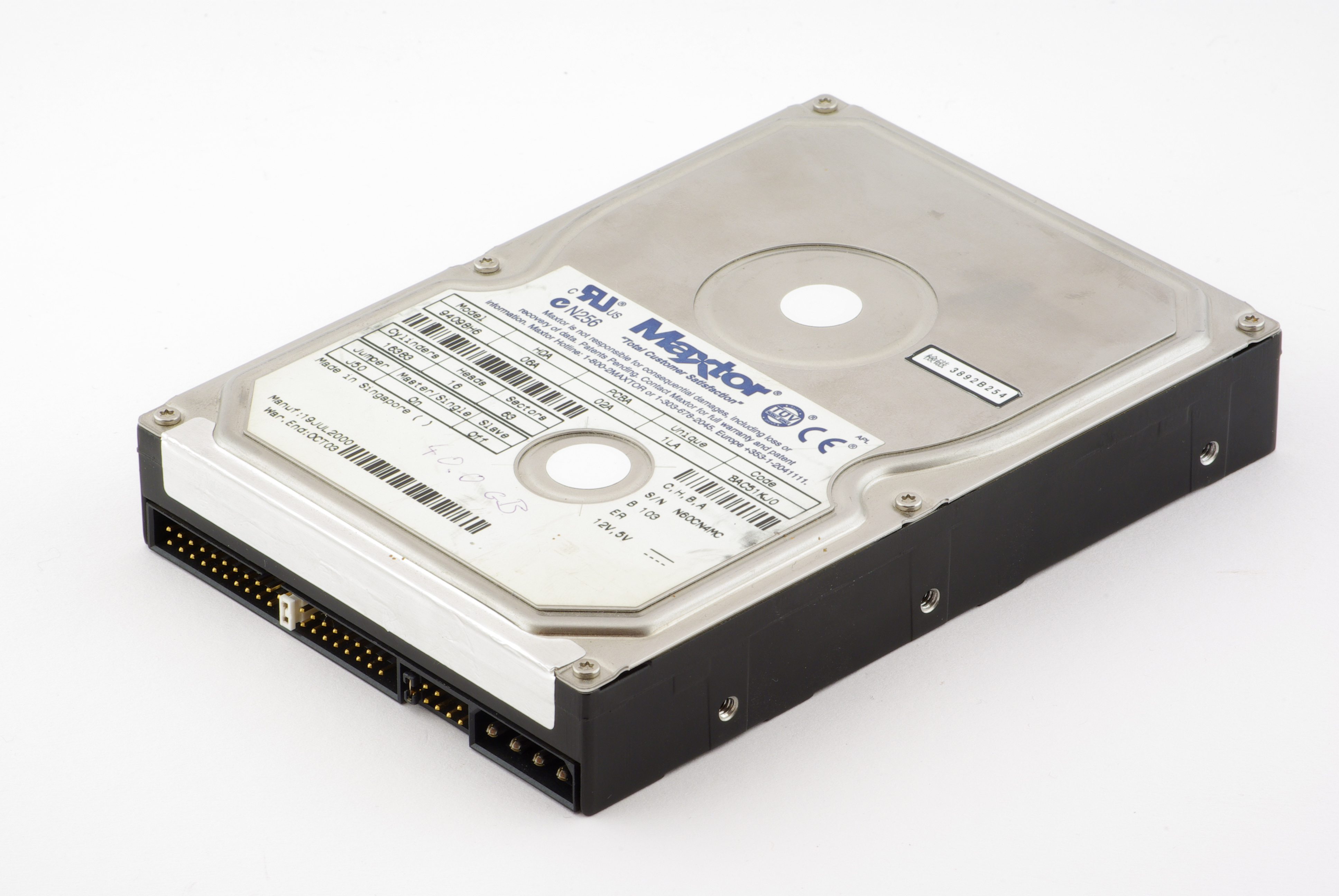
Disque dur Maxtor de 40 Go (2000)

Maxtor a été fondée en 1982 en tant que société développant et produisant des disques durs. Elle emploie environ 13 500 personnes et son siège social est situé à Milpitas, Californie, États-Unis.
Ses centres de recherche et développement se situent à Longmont dans le Colorado, à Shrewsbury dans le Massachusetts et à Milpitas ; deux usines assurent la production des disques durs à Singapour et Suzhou,  en Chine. Le siège européen de Maxtor se situe à Bray, en Irlande.
Son chiffre d'affaires pour l'année 2004 était de 3,8 milliards de dollars, contre 4,1 milliards en 2003 (-7 %).
En octobre 2000, Maxtor annonce le rachat de l'activité disques durs de Quantum pour 1,3 milliard de US$ en actions, Quantum conservant notamment son activité de sauvegarde sur bande.
Le 21 décembre 2005 Seagate annonce le rachat de Maxtor pour 1,9 milliard d'euros en actions.
La baisse constante des revenus de Maxtor (chiffre d'affaires et bénéfices) et de ses parts de marché l'a poussé à accepter l'offre amicale de Seagate.
En décembre 2016, la marque Maxtor est ressuscitée par Seagate pour renommer certains disques dur issus de la gamme Samsung (Samsung a vendu sa division disques durs à Seagate en avril 2011). Cette nouvelle stratégie est inaugurée par un renommage des modèles M et D qui ont des références identiques sous les marques Samsung et Maxtor 

### Anecdotes
Les circuits imprimés de certaines séries de disques durs Maxtor ont arboré un dessin de Pontiac GTO ou celui d'une paire de drapeau à damier en référence aux sports automobiles.